# Педро Кастиљо
Хосе Педро Кастиљо Теронес (шп. José Pedro Castillo Terrones; Пуња, 19. октобар 1969) перуански је учитељ, синдикалац, политичар и бивши, 63. председник Перуа од 28. јула 2021. до 7. децембра 2022. Постао је познат широј јавности када је предводио штрајк наставника у Перуу 2017. године.
Његови политички ставови су описани у почетку били описани као крајње левичарски, и залагао се за национализацију природних ресурса. Након долажења на власти, Кастиљо је успоставио лево-центарску владу.

## Разрешење и хапшење
Дана 7. јула 2022. године, Кастиљо је распустио Конгрес само неколико сати пре него што је Конгрес требао да гласа о његовом опозиву. Овај потез је назван државним ударом и покушајем Кастиља да спречи истрагу о корупцији против њега. Истог дана, Конгрес га је разрешио дужности. Ухапшен је недуго након разрешења. Наследила га је потпредседница Дина Болуарте.

## Лични живот
Кастиљо је ожењен Лилијом Паредес, учитељицом, и са њом има двоје деце. Католичке је вероисповести, док су његова супруга и деца евангелисти. Његова породица живи на фарми у округу Чугур, где гаје краве, свиње, кукуруз и слатки кромпир. Често носи сламнати шешир, пончо и сандале израђене од старих гума.